# Bonellia mucronata
Bonellia mucronata är en viveväxtart som först beskrevs av Johann Jakob Roemer och Schult., och fick sitt nu gällande namn av B. Ståhl, Källersjö. Bonellia mucronata ingår i släktet Bonellia och familjen viveväxter. Inga underarter finns listade i Catalogue of Life.